# Giro de Münsterland
El Giro de Münsterland (oficialmente: Sparkassen Münsterland Giro) es una clásica ciclista profesional alemana que se disputa anualmente entre Bocholt y Münster (Renania del Norte-Westfalia), en el mes de octubre.
La prueba fue creada en 2006 precedida por otra prueba que se realizaba entre Groninga (Países Bajos) y Münster (Alemania) denominada como "Groningen-Münster".
Desde su creación en 2006, la carrera entró a formar parte del UCI Europe Tour en la categoría 1.1 y desde 2015 hasta 2019 fue HC.

## Palmarés
| Año                    | Ganador             | Segundo             | Tercero           |
| ---------------------- | ------------------- | ------------------- | ----------------- |
| 2006                   | Paul Martens        | Sjef De Wilde       | Marcel Sieberg    |
| 2007                   | Jos van Emden       | Gerald Ciolek       | Stefan van Dijk   |
| 2008                   | André Greipel       | Erik Zabel          | Robert Förster    |
| 2009                   | Aleksejs Saramotins | Wouter Mol          | Thierry Hupond    |
| 2010                   | Joost van Leijen    | Dirk Müller         | Robert Wagner     |
| 2011                   | Marcel Kittel       | John Degenkolb      | Kris Boeckmans    |
| 2012                   | Marcel Kittel       | Michael Van Staeyen | Dylan Groenewegen |
| 2013                   | Jos van Emden       | Tom Veelers         | Iljo Keisse       |
| 2014                   | André Greipel       | John Degenkolb      | Tom Van Asbroeck  |
| 2015                   | Tom Boonen          | Roy Jans            | Nikias Arndt      |
| 2016                   | John Degenkolb      | Roy Jans            | Pascal Ackermann  |
| 2017                   | Sam Bennett         | Phil Bauhaus        | André Greipel     |
| 2018                   | Max Walscheid       | John Degenkolb      | Nils Politt       |
| 2019                   | Álvaro Hodeg        | Pascal Ackermann    | Tim Merlier       |
| 2020 edición cancelada |                     |                     |                   |
| 2021                   | Mark Cavendish      | Alexis Renard       | Morten Hulgaard   |
| 2022                   | Olav Kooij          | Jasper Philipsen    | Max Walscheid     |
| 2023                   | Per Strand Hagenes  | Kaden Groves        | Mads Pedersen     |
| 2024                   | Jasper Philipsen    | Jordi Meeus         | Milan Fretin      |

## Palmarés por países
| País         | Victorias | Último vencedor             |
| ------------ | --------- | --------------------------- |
| Alemania     | 7         | Max Walscheid en 2018       |
| Países Bajos | 4         | Olav Kooij en 2022          |
| Bélgica      | 2         | Jasper Philipsen en 2024    |
| Letonia      | 1         | Aleksejs Saramotins en 2009 |
| Irlanda      | 1         | Sam Bennett en 2017         |
| Colombia     | 1         | Álvaro Hodeg en 2019        |
| Reino Unido  | 1         | Mark Cavendish en 2021      |
| Noruega      | 1         | Per Strand Hagenes en 2023  |